# Salvation (песня Rancid)
Salvation — сингл калифорнийской панк-рок-группы Rancid. Он вошёл четвёртым треком на второй альбом группы Let’s Go.
Наряду с песнями «Ruby Soho» и «Time Bomb», «Salvation» является одной из наиболее известных песен группы. Песня основана на плотном гитарном звуке и запоминающейся мелодии рефрена. Она очень популярна на американских радиостанциях «современного рока» и стала первым синглом группы, попавшим в чарт Billboard.
Песня вошла в игру Guitar Hero II для Xbox 360.